# Adam Kurian
Adam Kurian (ur. 7 października 1982) – polski siatkarz, grający na pozycji atakującego.

## Sukcesy klubowe
Mistrzostwo Polski:
- 2004

Mistrzostwo I ligi:
- 2008